# Alexandra Colen
Alexandra Maria Catherine Belien, née Colen le 9 juillet 1955 à Dublin (Irlande) est une femme politique belge flamande, membre du Vlaams Belang. Depuis janvier 2013, elle siège comme indépendante au parlement fédéral.
Elle est licenciée en philologie germanique; agrégée de l'enseignement secondaire supérieur; docteur en philosophie et lettres; Master of Arts in Linguistics. Elle fut assistante d'université.

## Fonctions politiques
- Députée fédérale depuis le 21 mai 1995 au 25 mai 2014